# Mbulu (Distrikt)
Mbulu ist ein Distrikt der tansanischen Region Manyara mit dem Verwaltungssitz in der Stadt Mbulu. Der Distrikt grenzt im Norden an die Region Arusha, im Osten an den Distrikt Mbulu (TC), im Südosten an den Distrikt Babati, im Süden an den Distrikt Hanang und im Westen an die Region Singida.

## Geographie
Der Distrikt hat eine Größe von 3800 Quadratkilometer und 238.272 Einwohner (Volkszählung 2022). Das Land liegt in einer Höhe von 1000 bis 2400 Meter über dem Meer. Das Klima ist warm und gemäßigt, Cwb nach der effektiven Klimaklassifikation. Es gibt zwei Regenzeiten, kurze Regenschauer fallen in den Monaten November und Dezember, längere Niederschläge gibt es von Mitte März bis Mitte Mai. Im westlichen Landesteil regnet es weniger als 400 Millimeter im Jahr, im Osten auch über 1200 Millimeter. Von Juni bis Oktober ist es kühl und trocken. Die Temperaturen liegen zwischen 15 und 24 Grad Celsius.

## Geschichte
Die Distrikthauptstadt Mbulu wurde im Jahr 1907 während der deutschen Kolonialherrschaft gegründet. Zum Distrikt erhoben wurde Mbulu im Jahr 1984.

## Verwaltungsgliederung
Mbulu besteht aus dem einen Wahlkreis (Jimbo) Mbulu Vijijini und ist in 18 Bezirke (Kata) untergliedert:

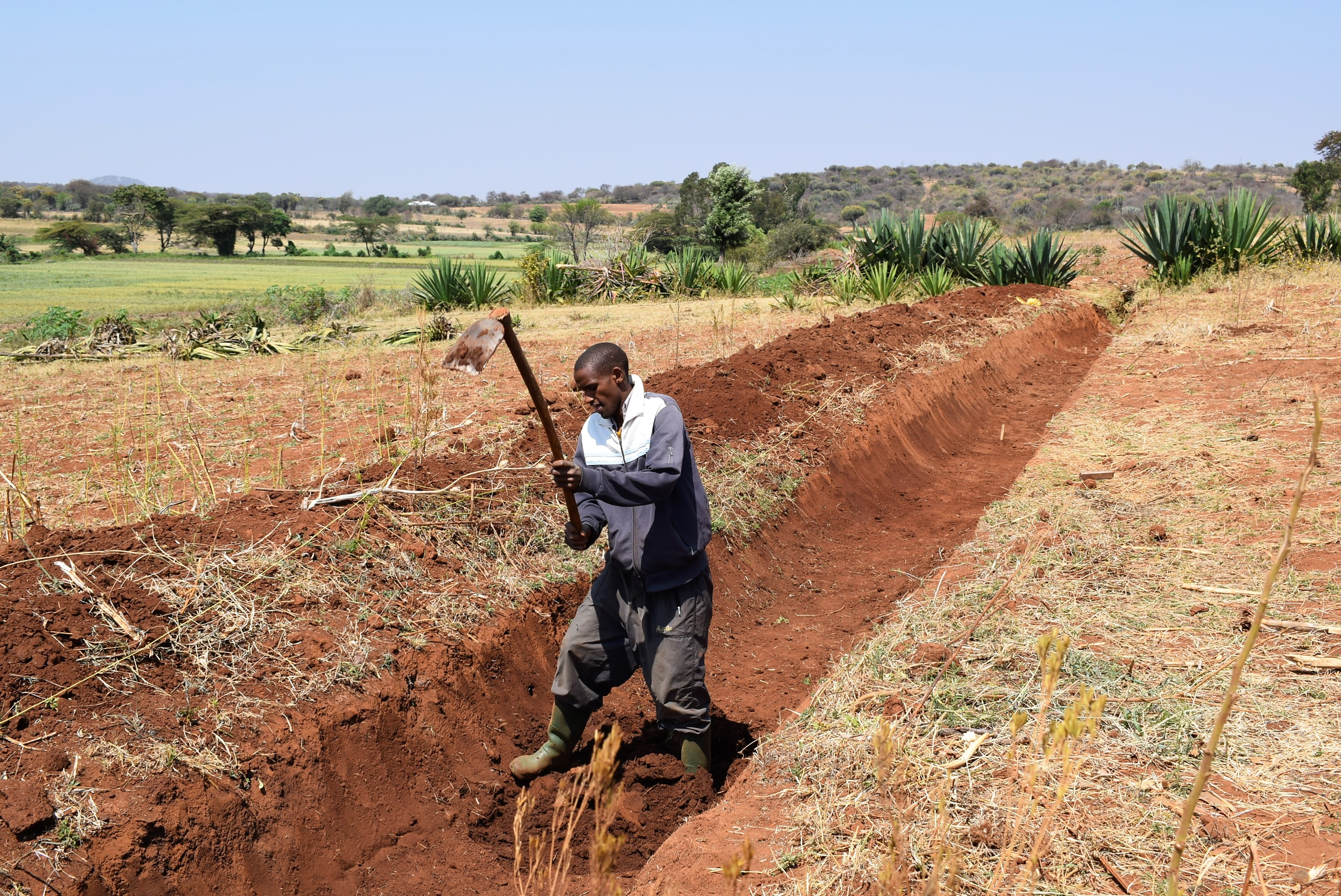
Bau einer Bewässerungsanlage.

- Dongobesh
- Tumati
- Maretadu
- Maghang
- Haydom
- Yaeda Chini
- Masieda
- Bashay
- Endamilay
- Yaeda Ampa
- Masqaroda
- Dinamu
- Geterer
- Hayderer
- Eshkesh
- Gidihim
- Endahagichan
- Labay

## Bevölkerung
Der Distrikt und vor allem die Stadt Mbulu sind das Zentrum der Ethnie der Iraqw. Die Einwohnerzahl im Distrikt stieg von 237.280 im Jahr 2002 auf 320.279 im Jahr 2012, was einem jährlichen Wachstum von drei Prozent entspricht. Im Jahr 2012 sprachen über sechzig Prozent Swahili, über zehn Prozent Swahili und Englisch, fast dreißig Prozent der über Fünfjährigen waren Analphabeten. Bei der Volkszählung 2022 lebten 238.272 Menschen in 43.406 Haushalten.

## Einrichtungen und Dienstleistungen
- Bildung: Im Jahr 2015 unterrichteten 733 Lehrer und 578 Lehrerinnen in 121 Grundschulen. Diese wurden von 69.297 Schülern in sieben Schulstufen besucht.[10]
- Gesundheit: Für die medizinische Versorgung gibt es zwei Krankenhäuser, drei Gesundheitszentren und 27 Apotheken. Eines der Krankenhäuser wird staatlich betrieben, das zweite steht in der Stadt Haydom und gehört der evangelischen Kirche.[10][11]
- Wasser: Zugang zu sicherem und sauberem Wasser haben 45 Prozent der Bevölkerung (Stand 2015).[10]

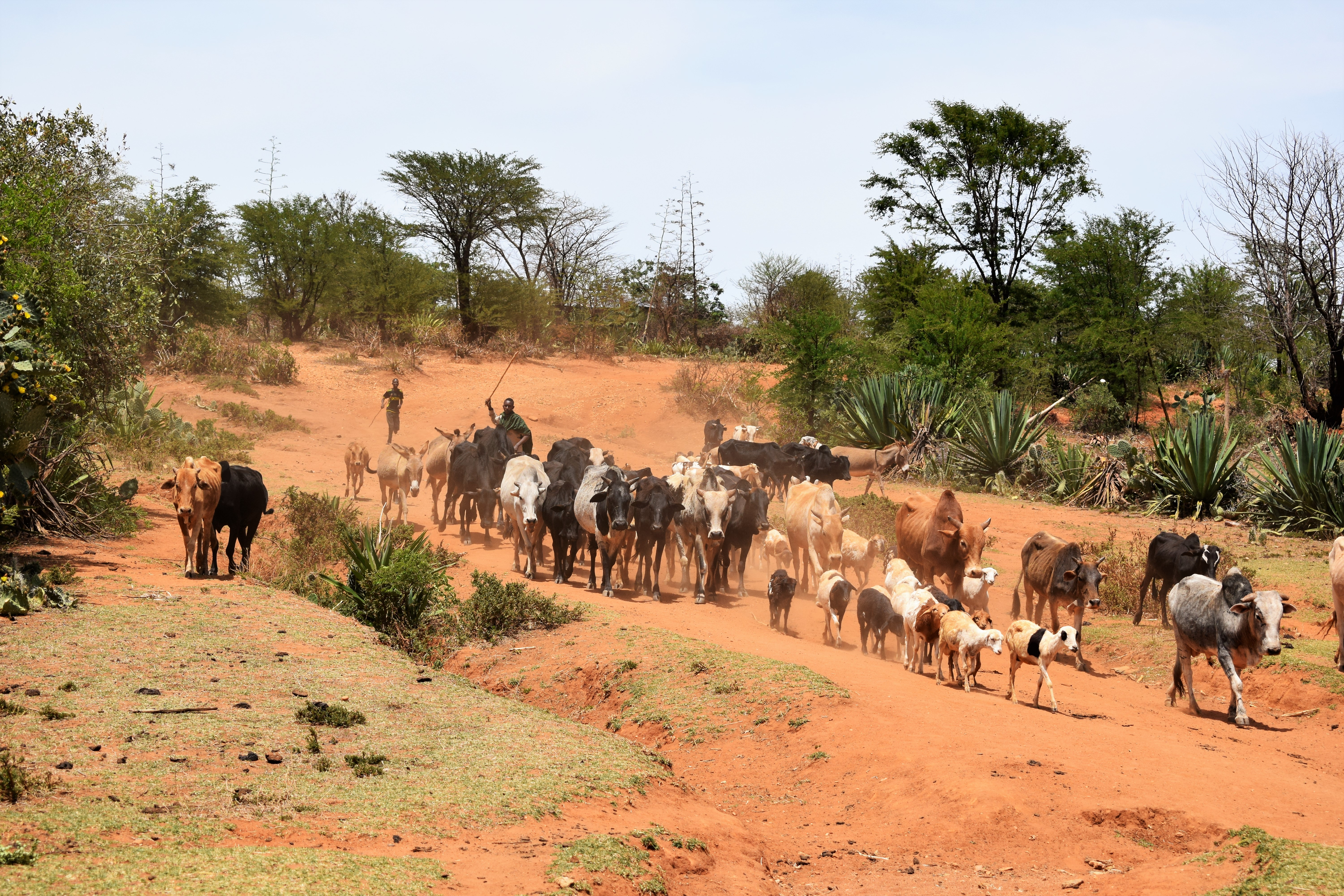
Rinderhaltung in Mbulu.

## Wirtschaft und Infrastruktur
Die Landwirtschaft ist der wichtigste Wirtschaftszweig, er beschäftigt 96 Prozent der Bevölkerung. Daneben gibt es nur kleine Händler, vor allem in Mbulu, Dongobesh und Haydom (Stand 2015).
- Landwirtschaft: Für den Ackerbau geeignet sind 90.000 Hektar. Die Hauptanbauprodukte sind Mais, Bohnen, Hirse, Weizen, Süßkartoffel, Kartoffel, Erdnüsse und Kaffee.[4] An Nutztieren werden überwiegend Rinder und Ziegen gehalten.[12]
- Straßen: Es gibt keine Nationalstraße im Distrikt.[13] Die vorhandenen Straßen sind in schlechtem Zustand (Stand 2015).[14]

## Sonstiges
- Lake-Manyara-Nationalpark: Im Nordosten hat der Distrikt Anteil an diesem 648 Quadratkilometer großen Nationalpark. Neben großen Herden von Elefanten ist er vor allem wegen seiner baumkletternden Löwen und seiner großen Pavian-Kolonien bekannt.[15][16]
- Bei Ufana wurden bei Ausgrabungen Narosura-Keramiken aus dem frühen dritten Jahrtausend vor Christus sowie aus einer späteren Steinzeit gefunden.[17]

## Persönlichkeiten
- Wilbroad Slaa, Präsidentschaftskandidat 2010[18]
- Filbert Bayi, Mittelstreckenläufer
- Philip Marmo, ehemaliger tansanischer Botschafter in China